# La seducció
La seducció (títol original: The Seduction) és un thriller de  1982 protagonitzat per Morgan Fairchild i Andrew Stevens, escrit i dirigit per David Schmoeller. La música original va ser composta per Lalo Schifrin. La pel·lícula es va promocionar amb el lema "Sol... Aterrit... Atrapat com un animal." Les ressenyes per la pel·lícula han estat principalment negatives cosa que va suposar tenir tres nominacions als premis Razzie, incloent-hi dos per Fairchild. Ha estat doblada al català.

## Argument
Jamie Douglas és una bonica showman de televisió amb una carrera exitosa a Los Angeles i una relació estable amb el seu xicot, Brandon. Derek és un fotògraf psicopàtic que l'assetja.
Dionne Warwick canta la cançó del tema sobre els títols d'obertura.

## Repartiment
- Morgan Fairchild: Jamie Douglas
- Michael Sarrazin: Brandon
- Vince Edwards: Maxwell
- Andrew Stevens: Derek
- Colleen Camp: Robin
- Kevin Brophy: Bobby

## PremisGolden Rapsberry: Nominacions
- Pitjor actriu- Morgan Fairchild
- Pitjor nova estrella - Morgan Fairchild
- Pitjor actriu secundària- Colleen Camp